# Сафаев, Наиль Алиевич
Наиль Алиевич Сафаев (20 марта 1959, Владимир, СССР) — советский и российский футболист, нападающий, полузащитник; тренер.
С 10 лет занимался в тракторозаводской футбольной школе, тренер Валерий Павлович Щукин. Воспитанник футбольной школы «Мотор», тренер Иван Григорьевич Бодренков. Играл за заводскую команду в чемпионате Владимирсой области.
Дебютировал в «Торпедо» Владимир в 1980 году. Затем выступал за команду в 1984—1999 годах, был капитаном. Провёл в первой, второй и третьей лигах СССР и России 511 матчей, забил 116 мячей (учитывая один мяч в трёх аннулированных играх); рекордсмен команды по этим показателям.
Окончил Высшую школу тренеров. На общественных началах работал в мини-футбольной команде «Изолан» Владимир. С 2009 года — главный тренер клуба «Сокол» Суздальский район из чемпионата Владимирской области.
Окончил Владимирский политехнический институт.